# Chuck Traynor
Charles „Chuck“ Everett Traynor (* 21. August 1937; † 22. Juli 2002 in Chatsworth, Kalifornien) war ein US-amerikanischer Unternehmer der Pornografieindustrie. Traynor war eine der weniger bedeutenden Personen der frühen Pornofilmindustrie in den USA der 1970er Jahre. Er war u. a. als Produktionsleiter an der Produktion des weltbekannten Pornofilms Deep Throat beteiligt.

## Leben
Traynor war mit bekannten Pornodarstellerinnen des „Golden Age of Porn“ verheiratet, darunter mit Linda Lovelace von 1971 bis 1974, der Hauptdarstellerin von Deep Throat, und von 1975 bis 1985 mit Marilyn Chambers, der Hauptdarstellerin des Films Behind the Green Door. Lovelace lernte er über eine Freundin kennen, als er als Barbetreiber in Miami tätig war.
Linda Lovelace beschuldigte Traynor u. a. in ihrer Autobiografie Ordeal, dass er sie als Sexsklavin für seine eigene Profitgier missbraucht und sie zur Arbeit in der Pornofilmindustrie gezwungen hätte. Sie musste in mehreren Pornofilmen – darunter in mindestens einem tierpornografischen Inhalts mit einem Hund, mitmachen. Er soll auch zugelassen haben, dass sie mehrmals vergewaltigt wurde. Traynor seinerseits war stolz auf seine Rolle in der Pornoindustrie und auf seinen Beitrag zur Schaffung der Figur Linda Lovelace.
Chuck Traynor starb am 22. Juli 2002 in Chatsworth, Kalifornien, infolge eines Herzinfarkts.